# LGBT práva v Bahrajnu

Duhová mapa Bahrajnu

Lesby, gayové, bisexuálové a translidé (LGBT) žijící v Bahrajnu se mohou setkávat s diskriminací, se kterou se většinová populace nesetká. Stejnopohlavní styk je od roku 1976 legální. Soudy a jiné orgány činné v trestním řízení jsou oprávněny stíhat každého, kdo poruší zákony o ochraně dětí a mládeže před pohlavním zneužíváním. Homosexuální praktiky jsou legální pouze u osob starších 21 let.

## Trestní zákoník
Bahrajn přijal první zákaz homosexuality definovaný Spojeným královstvím, které podobnou legislativu zavádělo ve všech svých koloniích.
Nový trestní zákoník přijatý v březnu 1976 zrušil trestní zákoník Perského zálivu zavedený Spojeným královstvím. Nová legislativa trestá bezúplatnou a konsensuální homosexuální aktivitu mezi dospělými konanou v soukromí. Dospělými osobami se pro účely tohoto zákonad myslí ti, kteří dosáhli věku 21 let. Tato a některé další části trestního zákona lze používat proti LGBT komunitě.

### Části aplikovatelné proti LGBT
Článek 324 trestního zákona trestá ty, kteří provozují prostituce nebo jinou amorální činnost. Toto ustanovení bylo několikrát používané proti mužům oblékajícím se jako ženy, bisexuálům a gayům. Nejaktuálnější zprávy potvrzují možnou kriminalizaci stejnopohlavních sexuálních aktů a crossdressingu.
Článek 328 trestního zákona trestá ty, kteří svádějí jiné osoby, nebo se nechají jinými svést, k prostituci a jiným amorálním činnostem nebo jejich podpoře.
Článek 329 trestá ty, kteří svádějí jiné osoby k prostituci nebo jiné amorální aktivitě, prostřednictvím veřejné reklamy. Toto se týká i případů, kdy se má dotčené sexuální chování odehrát v soukromí.
Článek 330 trestního zákona říká, že osoby usvědčené z provozování prostituce nebo jiné amorální činnosti, musejí být proti jejich vůli převezeny do příslušného zdravotnického zařízení a testování na pohlavně přenosné choroby. V případě, že se podezření na pohlavní nemoc potvrdí, je nutné neprodleně zahájit příslušnou léčbu.
Článek 334 trestního zákona kriminalizuje praktikování "vražd ze cti" za pošpinění rodinné cti, cizoložství atd.
Článek 350 trestního zákona kriminalizuje jakoukoli veřejnou obscénnost s dodatečným zákazem obscénních aktů s ženami. Na to, zda byly obscénní akty vykonány se souhlasem a v soukromí, se nebere zřetel.
Článek 354 trestního zákona kriminalizuje flirtování a jiné pokusy o svádění jiných osob na ulici a jiných veřejných prostranstvích, je-li jejich účelem amorální chování.
Článek 355 trestního zákona kriminalizuje ty, kteří publikují, přechovávají, vyvážejí, dovážejí nebo provážejí jakékoli materiály s amorálním obsahem.

## Veřejné mínění
Podle World Values Survey 2011 se 42 % Bahrajnčanů vyjádřilo, že homosexuální chování není nikdy oprávněné, což je méně než světový průměr 48 % těch, kteří s tímto stanoviskem souhlasí. V porovnání s ostatními arabskými zeměmi lze říci, že je Bahrajn více akceptující. Ve stejném výzkumu uvedlo 18 % Bahrajnčanů, že by nechtělo mít homosexuály za sousedy, což je jedno z nejmenších procent na světě.

## LGBT komunita
Bahrajnská populace je kulturně velmi různorodá, neboť v zemi pracuje mnoho zahraničních pracovníků. Tento trend ovlivňuje i postavení LGBT komunity na ostrově.
LGBT zahraniční pracovníci se často stýkají s jinými pracovníky, se kterými sdílejí společný jazyk, ale ne vždy národnost. Vzhledem k tomu, že nemají bahrajnské občanství, nemohou ovlivňovat místní politiku, a tudíž obecně cítí potřebu svojí sexuální orientaci nebo genderovou identitu skrývat, aby neztratili povolení k pobytu.
Co se týče domorodců, tak u těch přístup k jiné sexuální orientaci nebo genderové identitě velmi ovlivňuje to, jak moc je jejich rodinné prostředí konzervativní nebo moderní.
V konzervativnějších rodinách se LGBT obecně považuje za špatné a někdy dochází k pokusům o změnu sexuální orientace, v krajních případech i k nuceným manželstvím nebo fyzickému násilí. Moderní rodiny jsou sice vstřícnější, ale zpravidla se obávají o bezpečnost svých synů nebo dcer.

## Souhrnný přehled
| Legální stejnopohlavní styk                                                             | (1976)                                          |
| Stejný věk legální způsobilosti k pohlavnímu styku pro obě orientace                    | (21 let pro heterosexuální i homosexuální páry) |
| Anti-diskriminační zákony v zaměstnání                                                  | No                                              |
| Anti-diskriminační zákony v přístupu ke zboží a službám                                 | No                                              |
| Anti-diskriminační zákony v ostatních oblastech (homofobní urážky, zločiny z nenávisti) | No                                              |
| Stejnopohlavní manželství                                                               | No                                              |
| Jiná forma stejnopohlavního soužití                                                     | No                                              |
| Adopce dítěte partnera                                                                  | No                                              |
| Společná adopce dětí stejnopohlavními páry                                              | No                                              |
| Gayové a lesby smějí otevřeně sloužit v armádě                                          | No                                              |
| Možnost změny pohlaví                                                                   | (2014)                                          |
| Přístup k umělému oplodnění pro lesbické ženy                                           | No                                              |
| Náhradní mateřství pro gay páry                                                         | No                                              |
| MSM smějí darovat krev                                                                  | No                                              |